# Niedziela (czasopismo)
Niedziela. Tygodnik katolicki – czasopismo wydawane z przerwami od 1926 roku, w Częstochowie początkowo jako pismo diecezjalne, a po II wojnie światowej, jako tygodnik ogólnopolski.

## Historia
25 października 1925 roku została erygowana diecezja częstochowska, a jej pierwszy biskup Teodor Kubina, (były redaktor naczelny „Gościa Niedzielnego”), utworzył czasopismo diecezji częstochowskiej – Tygodnik „Niedziela”. 
Pierwszy numer ukazał się 4 kwietnia 1926 roku z podtytułem „Tygodnik dla ludu katolickiego Diecezji Częstochowskiej. Ilustrowany tygodnik katolicki Diecezji Częstochowskiej”. Pierwszym redaktorem naczelnym został ks. Wojciech Mondry. W 1937 roku redaktorem został ks. Stanisław Gałązka. W latach 1928–1937 wydawane były „Kalendarz Jasnogórski”, „Niedziela dla Dzieci” oraz wiele dodatków parafialnych. Ostatni numer ukazał się 3 września 1939 roku.
W czasie II wojny światowej czasopismo nie ukazywało się, jednak jego nazwa została zawłaszczona przez Niemców na potrzeby katolickiego dodatku do gadzinówki „Kurier Częstochowski”.
Po wojnie pismo zostało wznowione 8 kwietnia 1945 roku. Redaktorem naczelnym został ks. Antoni Marchewka, którego po aresztowaniu zastępowali: ks. dr Marian Rzeszewski (1947–1948) i ks. Władysław Soboń. 15 marca 1953 ukazał się ostatni numer tygodnika, a pismo zostało zawieszone przez władze komunistyczne.
Tygodnik został wznowiony  7 czerwca 1981 roku, z redaktorem naczelnym ks. Ireneuszem Skubisiem. 13 grudnia 1981 w związku z wprowadzeniem stanu wojennego czasopismo zostało ponownie zawieszone. Wznowienie wydawania pisma nastąpiło 21 marca 1982 roku. W latach 80. XX w. tygodnik był wielokrotnie obiektem ingerencji cenzorskich. W czasie wyborów w 1989 roku redakcja wspierała kandydatów NSZZ „Solidarność”. W latach 90. XX wieku nastąpił rozwój czasopisma, które zaczęło wydawać dodatki diecezjalne, Moje Pismo Tęcza dla dzieci oraz dwie serie wydawnicze: „Biblioteka Niedzieli” (od 1993) oraz „Zeszyty Niedzieli” (od 1996). W 2010 roku przeprowadzono digitalizację archiwalnych numerów z 1935 i 1939 roku.
Od 2011 roku każdy numer „Niedzieli” posiada wpięty dodatek dla młodzieży, ośmiostronicową „Niedzielę Młodych”. Jest to reaktywacja dawnego dodatku tygodnika, z początku jego istnienia („Młodzież Katolicka”). Wkładka ta porusza tematy takie jak: problemy i rozterki młodzieży, kwestię wiary, sprawy szkolne. 1 lipca 2014 roku redaktorem naczelnym została Lidia Dudkiewicz. 26 marca 2019 roku redaktorem naczelnym został ks. dr Jarosław Grabowski.
Przy wydawcy działa studio radiowe i telewizyjne.
Redaktorzy naczelni
- 1926–1937 – ks. Wojciech Mondry
- 1937–1939 – ks. Stanisław Gałązka
- 1945–1953 – ks. Antoni Marchewka
- 1981–2014 – ks. Ireneusz Skubiś
- 2014–2019 – Lidia Dudkiewicz[5]
- od 2019 – ks. dr Jarosław Grabowski

## Zaangażowanie polityczne
W analizach medioznawczych pojawiają się wnioski, że tygodnik „Niedziela” nie kryje swojego poparcia i sympatii dla partii Prawo i Sprawiedliwość. 
Na podstawie ilościowej i jakościowej analizy publikacji tygodnika „Niedziela” w okresie kampanii parlamentarnej 2019 r. dr hab. Rafał Leśniczak stwierdził, że tygodnik ten był czasopismem wspierającym Prawo i Sprawiedliwość a także, że życzliwe i wspierające przyjmowanie wypowiedzi polityków partii rządzącej przy jednoczesnym nieudzielaniu głosu opozycji jest dowodem na stronniczość tygodnika.

## Nagrody
- nagroda „Animus et Semper Fidelis” przyznana 9 lutego 2008 w 88. rocznicę Zaślubin Polski z Morzem Zespołowi Redakcyjnemu „Niedzieli” przez Polskie Stowarzyszenie Morskie-Gospodarcze im. Eugeniusza Kwiatkowskiego[potrzebny przypis].
- Medal „Pro Bono Poloniae” (2023)[8]